# Алабанд
Алабанд (дав.-гр. Ἀλάβανδος) — персонаж давньогрецької міфології, карійський герой, легендарний засновник міста Алабанда.

## Міфологія
З 9-го фрагмента Аполлонія з Летополіса випливає, що він був сином легендарного Кара і Каллірої, доньки річкового бога Меандра. Згідно зі Стефаном Візантійським, він отримав ім'я Алабанд після перемоги в перегонах на колісницях, тому що карійське слово ἄλα означає «кінь», а βάνδα — «перемогу». Відповідно, грецькою його іноді називали Гіппонік (дав.-гр. Ιππόνικος). Його справжнє ім'я невідоме.
Або його вважали сином лікійця Евіппа (дав.-гр. Εὔιππος), убитого в «Іліаді» Патроклом (XVI, 417), який став епонімом дема Εὐίππη, імовірно, з Алабанди, тобто, можливо, цей Алабанд був окремим персонажем.
Цицерон навів Алабанда як приклад апофеозу героїв, причому після його смерті жителі Алабанди поклонялися засновникові з більшим благоговінням, ніж іншим богам. Цицерон із цього приводу згадав епізод, коли один із жителів цього міста став наполегливо переконувати афінського музиканта Стратоніка, що Геркулес не бог, на відміну від Алабанди, а той відповів: «То нехай же гнів Алабанди впаде на мою голову, а гнів Геркулеса — на твою».